# I Love You Again
I Love You Again is een Amerikaanse filmkomedie uit 1940 onder regie van W.S. Van Dyke. Het scenario is gebaseerd op de gelijknamige roman uit 1937 van de Amerikaanse auteur Octavus Roy Cohen.

## Verhaal
De krenterige zakenman Larry Wilson krijgt een klap op zijn hoofd bij een bootreis en gaat daardoor aan geheugenverlies lijden. Zo komt hij erachter dat hij eigenlijk George Carey heet en dat hij vroeger een berucht oplichter was. Hij wil ook de echtscheiding tegenhouden, die zijn vrouw Kay in gang heeft gezet.

## Rolverdeling
| Acteur         | Personage                   |
| -------------- | --------------------------- |
| William Powell | Larry Wilson / George Carey |
| Myrna Loy      | Kay Wilson                  |
| Frank McHugh   | Ryan                        |
| Edmund Lowe    | Duke Sheldon                |
| Donald Douglas | Herbert                     |
| Nella Walker   | Moeder van Kay              |
| Carl Switzer   | Leonard Harkspur jr.        |
| Pierre Watkin  | W.H. Sims                   |
| Paul Stanton   | Edward Littlejohn sr.       |
| Morgan Wallace | Phil Belenson               |
| Charles Arnt   | Billings                    |